# Patimile

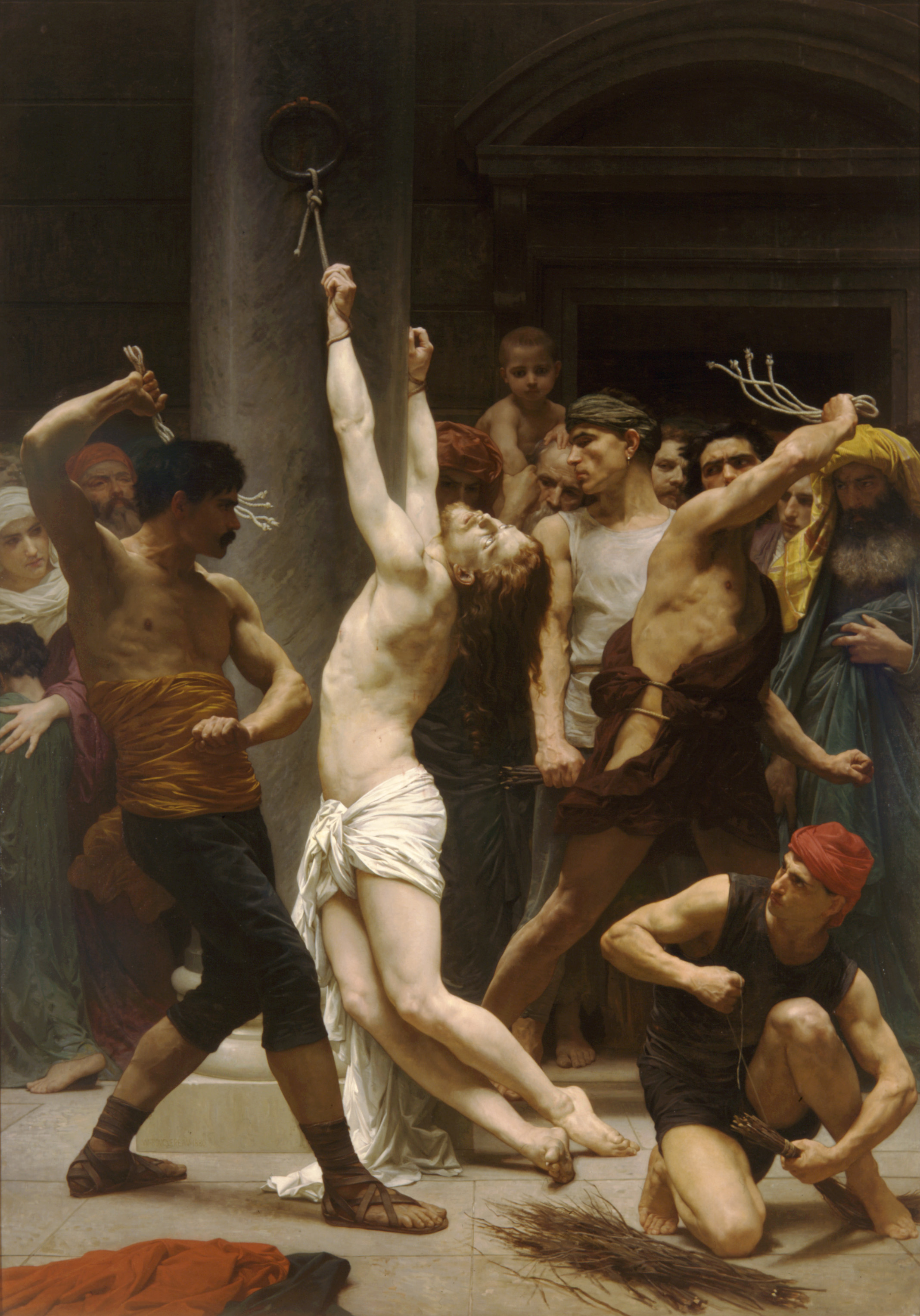
Flagelarea Domnului nostru Iisus Hristos, 1880 - William-Adolphe Bouguereau, (1825 - 1905)

Patimile lui Isus, este o expresie ce se referă la suferințele îndurate de Iisus Hristos, sub autoritățile romane și sub marii preoții, până la crucificarea lui. Acest act este relatat în Evanghelii, și are o valoare teologică importantă în creștinism.   
Începutul relatărilor este inexact, putând fii considerat că narațiunea pornește de la Intrarea Glorioasă în Ierusalim.   
Pentru multe biserici creștine, printre carea cea Catolică și Ortodoxă, denumirea semnifică și o perioadă a anului bisericesc, în care se amintesc enevntmentele biblice ale patimilor.   
Deși nu i-a găsit nici o vină lui Iisus, la strigătele mulțimii - "Răstignește-L, răstignește-L!" - ca să arate nevinovăția sa, Se încredințase Pilat din Pont că Iisus este Împăratul ceresc prezis de prooroci (Ioan 18, 37). El se întrebase: "Ce este adevărul?", dar eliberează totuși pe Baraba tâlharul iar pe Iisus îl osândește să fie răstignit. După ce L-au biciuit ostașii și I-au împletit cunună de spini, punându-I-o pe cap și îmbrăcându-L cu hlamidă, L-au pălmuit, L-au scuipat și L-au batjocorit.

## Etimologie
În limba română termenul de patimi — în forma sa de plural, sau patimă, în forma de singular — vine din limba greacă, și înseamnă suferință.
Aceeași idee e exprimată și prin termenul pasiune, care deși are o conotație mai generală în prezent, provine din latină, unde passio înseamnă suferință. Termenul pasiune, purtând și azi un înțeles ce aduce aminte la suferințele lui Isus. 

## Biciuirea și batjocurile
Potrivit tradiției creștine, Iisus ar fi primit între 36 și 56 de lovituri de bici. Nu s-au folosit bețe, ci bice cu țepi de fier, făcute de romani, numite flagellum (făceau răni groaznice). În mod normal Iisus ar fi pierdut mult sânge la astfel de lovituri. În Scriptură se spune că după ce a fost dezbrăcat, legat de un butuc sau stâlp și bicuit de 36 de ori, soldații l-au mai batjocorit prin:
- punerea unei cununi făcută din spini; spinii i-ar fi adus răniri groaznice pe cap.
- punerea unei hlamide roșii, semn distinctiv întâlnit la consulii și împărații romani, ca semn de batjocura lui Iisus, ce era proclamat Împăratul Iudeilor.
- bătaia cu un băț de trestie.

În mod normal, după ce era biciuit, ar fi trebuit eliberat; însă acest lucru nu s-a întâmplat.

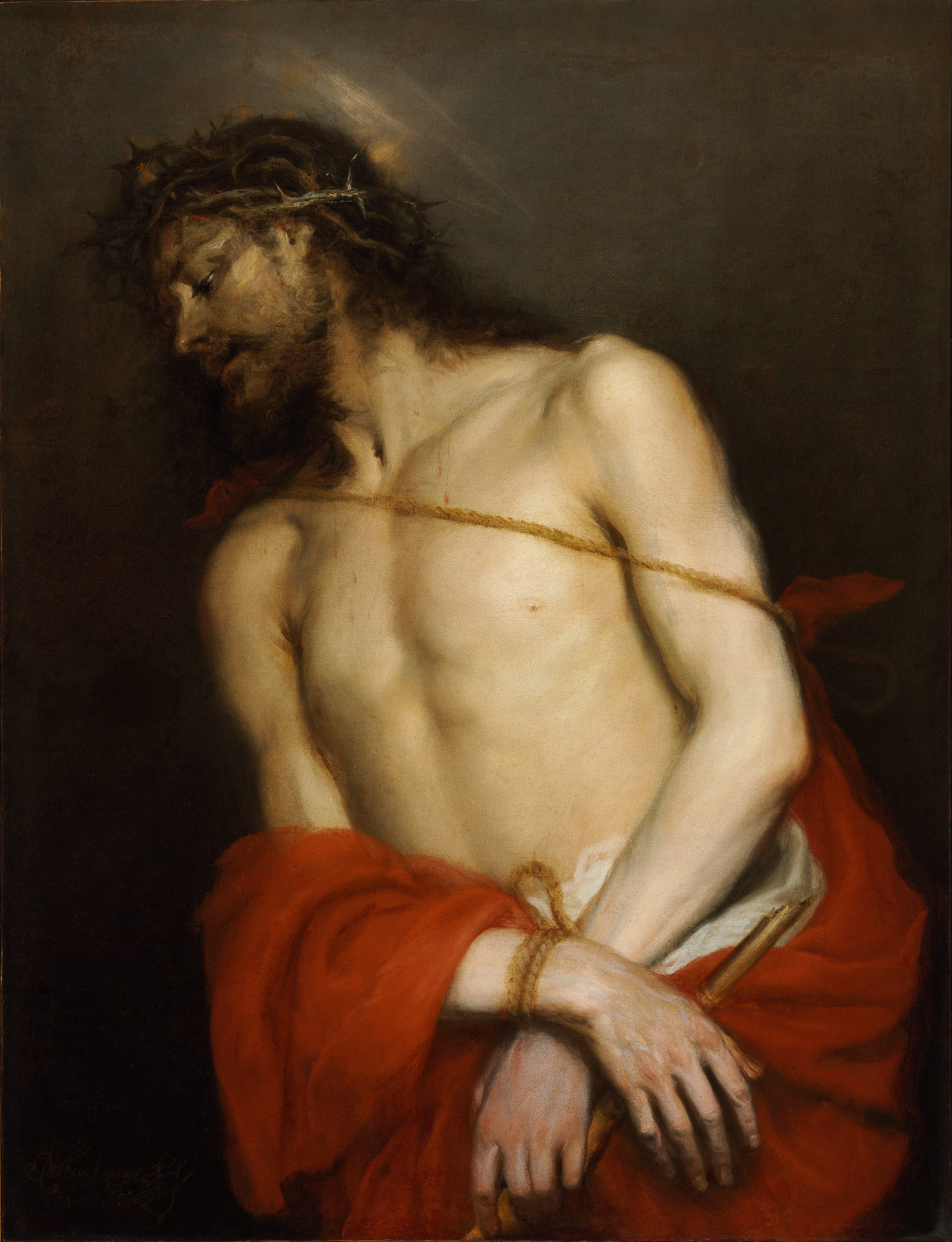
Iisus purtând cununa de spini - Mateo Cerezo

## Eliberarea lui Barabbas
Deși bătut, lumea nu a fost deloc miloasă de modul cum arăta Iisus, și l-au ales ca în traditia de Paști, ca Pilat să-l elibereze pe tâlharul Barabbas. Atunci Pilat, ieșind afară, și-a afirmat din nou nevinovăția zicînd: "Iată, vi-L aduc pe El afară, ca să știu că nu găsesc în El nici o vină ...". Și apoi a exclamat: "Iată Omul! (Ecce Homo)" (Ioan 19,4-5). De teamă L-a predat să fie răstignit, după ce căpeteniile poporului au spus că după legea lor e vinovat de moarte, căci, dacă nu-L condamnă, Pilat va fi împotriva Cezarului. Pilat este nevoit să-l elibereze pe Barrabas, iar pe Iisus să-l condamne la moarte prin crucificare.
Pilat s-a spălat pe mâini înaintea mulțimii zicând: "Nevinovat sunt de sângele dreptului acestuia. Voi veți vedea." Iar tot poporul a răspuns și a zis: "Sângele Lui asupra noastră și asupra copiilor noștri." (Matei 27, 24 - 25).